# پژوهشگاه فضایی ایران
پژوهشگاه فضایی ایران بر اساس مجوز شورای عالی گسترش آموزش عالی در سال ۱۳۹۰ ذیل سازمان فضایی ایران به منظور پاسخ‌گویی به بخشی از نیازهای کشور در زمینه علوم و فنون فضایی راه‌اندازی گردید. این پژوهشگاه بر اساس مصوبۀ مورخ ۱۳۹۳/۱۱/۸ شورای عالی اداری وابسته به وزارت ارتباطات و فناوری اطلاعات است. پژوهشگاه فضایی ایران دارای ۵ پژوهشکده اصلی است.

## دربارهٔ پژوهشگاه
پژوهشگاه فضایی ایران در عرصه اکتساب فناوری‌های صلح‌آمیز فضایی فعال است و در زمینه‌های مختلف علوم فضایی از جمله مطالعه، طراحی و ساخت ماهواره‌های مخابراتی و سنجشی، ناوبری و موقعیت‌یابی و زیست فضا فعالیت می‌کند. این پژوهشگاه در جهت انجام اهداف و وظایف خود، درصدد دست‌یابی به فناوری‌های کاربردی و نوین فضایی و تولید محصولات مورد نیاز در این زمینه است. در مجموعه این پژوهشگاه، متخصصان و محققان با تخصص‌هایی چون مهندسی هوافضا، مهندسی مکانیک، مهندسی برق، مهندسی کامپیوتر، مهندسی مواد، مهندسی شیمی، مهندسی صنایع و مهندسی پلیمر برای توسعه علوم و فناوری فضایی فعالیت می‌نمایند.
با حکم وزیر ارتباطات و فناوری اطلاعات، حسن سالاریه با حفظ سمت به عنوان سرپرست پژوهشگاه فضایی ایران منصوب شد.

## واحدهای پژوهشی
پژوهشگاه فضایی ایران دارای ۵ پژوهشکده شامل دو پژوهشکدهٔ سیستمی به نام سامانه‌های ماهواره و سامانه‌های حمل‌ونقل فضایی در تهران، سه پژوهشکده در مراکز استانی با عناوین رانشگرهای فضایی، مکانیک و مواد و انرژی به ترتیب در تبریز، شیراز و اصفهان و یک مرکز تحقیقاتی است.

### پژوهشکدهٔ سامانه‌های حمل و نقل فضایی
این پژوهشکده از سال ۱۳۶۲ در عرصه‌های مختلف علمی و فنی به اجرای پروژه‌های متنوع کاربردی در راستای نیازهای ملی فعالیت داشته و از سال ۱۳۸۹ به سازمان فضایی ایران انتقال یافته‌است. پژوهشکدهٔ سامانه‌های حمل‌ونقل فضایی در حال حاضر یکی از پژوهشکده‌های سیستمی پژوهشگاه فضایی ایران می‌باشد.

### پژوهشکدهٔ سامانه‌های ماهواره
پژوهشکدهٔ تحقیقات فضایی در سازمان فضایی ایران، با مجوز شورای گسترش آموزش عالی، به منظور پاسخگویی به بخشی از نیازهای پژوهشی کشور در زمینهٔ فناوری‌های فضایی در سال ۱۳۸۶ راه‌اندازی شد و اینک با عنوان پژوهشکدهٔ سامانه‌های ماهواره در پژوهشگاه فضایی ایران فعالیت دارد. از وظایف اصلی این پژوهشکده اجرای طرح‌های پژوهشی، کاربردی و توسعه‌ای در علوم و فناوری فضایی و مطالعه، طراحی و ساخت ماهواره‌های سنجشی و مخابراتی است.

### پژوهشکدهٔ رانشگرهای فضایی
در راستای نیل به خودکفایی و استقلال کشور و لزوم رفع مشکلات فنی مهندسی، زمینه‌های مستعد و مساعد از قبیل وجود دانشگاه‌ها، کارخانجات، شرکت‌های صنعتی و امکانات بالقوه و بالفعل در استان آذربایجان شرقی، مرکز تحقیقات مهندسی در آذربایجان شرقی از سال ۱۳۶۴ فعالیت خود را آغاز نمود. این مرکز در سال ۱۳۹۰ در پژوهشگاه فضایی ایران با عنوان پژوهشکدهٔ رانشگرهای فضایی ارتقاء یافته و ادامهٔ فعالیت می‌دهد.

### پژوهشکدهٔ مواد و انرژی
پژوهشکدهٔ مواد و انرژی از پژوهشکده‌های پژوهشگاه فضایی ایران است که در اصفهان قرار دارد. حوزه‌های مأموریتی این پژوهشکده در مواد و فناوری‌های ساخت و شکل‌دهی، مولدهای انرژی، آشکارسازها و ماشین‌آلات و تجهیزات ویژه است.

### پژوهشکدهٔ مکانیک
پژوهشکدهٔ مکانیک در سال ۱۳۶۵ با هدف تأمین بخشی از نیازهای فنی و مهندسی صنایع کشور و ارائهٔ خدمات به این بخش‌ها در شیراز تأسیس شده‌است. سپس در سال ۱۳۸۹ با انتقال به سازمان فضایی ایران به پژوهشکده ارتقاء یافته و اکنون یکی از سه پژوهشکدهٔ استانی وابسته به پژوهشگاه فضایی ایران می‌باشد.

## مرگ پژوهشگران
محمد جواد آذری جهرمی در حاشیهٔ مراسم روز فناوری فضایی در ایران به خبرنگاران گفت که سه نفر از کارکنان پژوهشگاه فضایی ایران در یک حادثهٔ آتش‌سوزی کشته شده‌اند و به دلیل برگزاری مراسم کسی متوجه این حریق نشده‌است.

## تحریم
وزارت خزانه‌داری آمریکا روز سه شنبه ۱۲ شهریور ۱۳۹۸ در بیانیه‌ای اعلام کرد که نام سازمان فضایی، مرکز تحقیقات فضایی و پژوهشگاه فضایی ایران را به فهرست تحریم‌های دفتر کنترل سرمایه‌های خارجی (اوفک) از نهادهای زیرمجموعه این وزارتخانه افزوده است.

## فعالیتها
از جمله فعالیتهای پژوهشگاه فضایی ایران:
- ساخت بلوک انتقال‌ مداری سامان[۱۲]
- استفاده از هوش مصنوعی در صنعت فضایی
- پرتاب دو ماهواره ایرانی «هدهد» و «کوثر»[۱۳]
- فعالیتها در زمینه سیستم اطلاعات جغرافیایی
- ساخت مدل مهندسی ماهواره مکعبی یو3[۱۴]
- افتتاح مرکز بهره‌برداری ماموریت‌های فضایی[۱۵]
- پرتاب ماهواره «پارس۱»[۱۶]
- ماهواره «ناهید۲»[۱۷]
- پرتاب ماهواره «مهدا» با «سیمرغ»[۱۸]
- اختراع پنل‌های خورشیدی فضایی با توان و طول عمر بالا[۱۹]
- تولید تصویر ماهواره‌ای با رزولوشن ۳۵ تا ۴۵ سانتی‌متر برای اولین بار در ایران

و دیگر فعالیتها.